# Susan Wood
Susan Joan Wood, aussi connue sous le pseudonyme Susan Wood Glicksohn, née le 22 août 1948 à Ottawa en Ontario et morte le 12 novembre 1980, est une critique littéraire canadienne, professeure, auteure, fan et éditrice de science-fiction.
Elle est connue pour son engagement dans la science-fiction féministe, ayant contribué à la fondation de la WisCon et a été primée pour ses fanzines de science-fiction par quatre prix Hugo.
Elle a édité l'essai de science-fiction classique d'Ursula K. Le Guin Le Langage de la nuit publié en 1979.

## Biographie
Susan Joan Wood nait le 22 août 1948 à Ottawa. 
Susan Wood découvre le fandom de la science-fiction alors qu'elle étudie à l'Université Carleton dans les années 1960. Elle rencontre son compatriote Mike Glicksohn (en) originaire de Toronto à la convention de science-fiction Boskone (en) VI en 1969. Susan Wood et Mike Glicksohn se marient en 1970. Elle a ensuite parfois publié sous le nom de Susan Wood Glicksohn. Ils publient ensemble le fanzine de science-fiction (en) Energumen (en) jusqu'en 1973. Energumen a remporté le prix Hugo du meilleur magazine amateur (en) 1973. Susan Wood et Mike Glicksohn sont co-invités d'honneur (GoH) à la convention mondiale de la science-fiction de 1975. Susan Wood a publié de nombreuses critiques acerbes, à la fois dans des fanzines et dans des lieux plus formels. Elle a reçu trois prix Hugo du meilleur écrivain amateur, en 1974, 1977 et 1981. En 1976, elle joue un rôle déterminant dans l'organisation du premier panel féministe lors d'une convention de science-fiction (en), à 34ème convention mondiale de la science-fiction (en) (la WorldCon de cette année-là). À la suite de ce panel féministe elle contribue à la création de A Women's APA et de la WisCon.
Susan Wood a obtenu un Bachelor of Arts en 1969 et une maîtrise en 1970 de l'Université Carleton, puis un doctorat en 1975 de l'Université de Toronto. Elle a rejoint le département d'anglais de l'Université de la Colombie-Britannique en 1975 et y a enseigné la littérature canadienne, la science-fiction et la littérature d'enfance et de jeunesse. Elle a été rédactrice en chef à Vancouver de la Pacific Northwest Review of Books (de janvier à octobre 1978) et a également édité le numéro spécial science-fiction/fantasy du magazine Room of One's Own (en). Elle a écrit de nombreux articles et critiques de livres qui ont été publiés dans des livres et des revues académiques, tout en continuant à écrire pour des fanzines. Elle écrit des introduction pour Gregg Press books et tient une revue critique de livres dans le magazine Algol connu pour ses positions féministes. Elle publie un essai de science-fiction féministe en 1974 sous le nom de Susan Wood, The Poison Maiden & The Great Bitch: Female Stereotypes in Marvel Superhero Comics. Son essai Women and Science Fiction publié à l'hiver 1978/1979 chez Algol a été depuis réédité dans l'anthologie de Jack Williamson Teaching Science Fiction en 1980.
En 1979 elle édite et introduit Le Langage de la nuit d'Ursula K. Le Guin. 
Alors qu'elle enseigne des cours de science-fiction à l'UBC, l'un de ses étudiants William Gibson publie sa première nouvelle Fragments of a Hologram Rose, qui a été écrite à l'origine comme un devoir de classe.

## Mort et héritage
Wood était de santé fragile et avait tendance à ne pas se préserver. Elle est morte le 12 novembre 1980 . Les archives de certains des articles de Susan Wood sont disponibles à la bibliothèque de l'Université de la Colombie-Britannique. Un fonds de bourses commémoratives à l'Université Carleton a été créé après sa mort, financé en partie par des dons de fans de science-fiction (et de la vente de parties de sa collection d'œuvres d'art de science-fiction).